# Xiaoman
Xiǎomǎn (pīnyīn), Shōman (rōmaji) eller Soman (romaja) (traditionell kinesiska: 小滿; förenklad kinesiska: 小满; japanska: 小満; koreanska: 소만; vietnamesiska: Tiểu mãn; bokstavligen ”kornen matas”) är den åttonde solarperioden i den traditionella östasiatiska lunisolarkalendern (kinesiska kalendern), som delar ett år i 24 solarperioder (節氣). Xiaoman börjar när solen når den ekliptiska longituden 60°, och varar till den når longituden 75°. Termen hänvisar dock oftare till speciellt den dagen då solen ligger på exakt 60° graders ekliptisk longitud. I den gregorianska kalendern börjar xiaoman vanligen omkring den 21 maj och varar till omkring den 5 juni (ofta 6 juni ostasiatisk tid).